# Roman Klewin

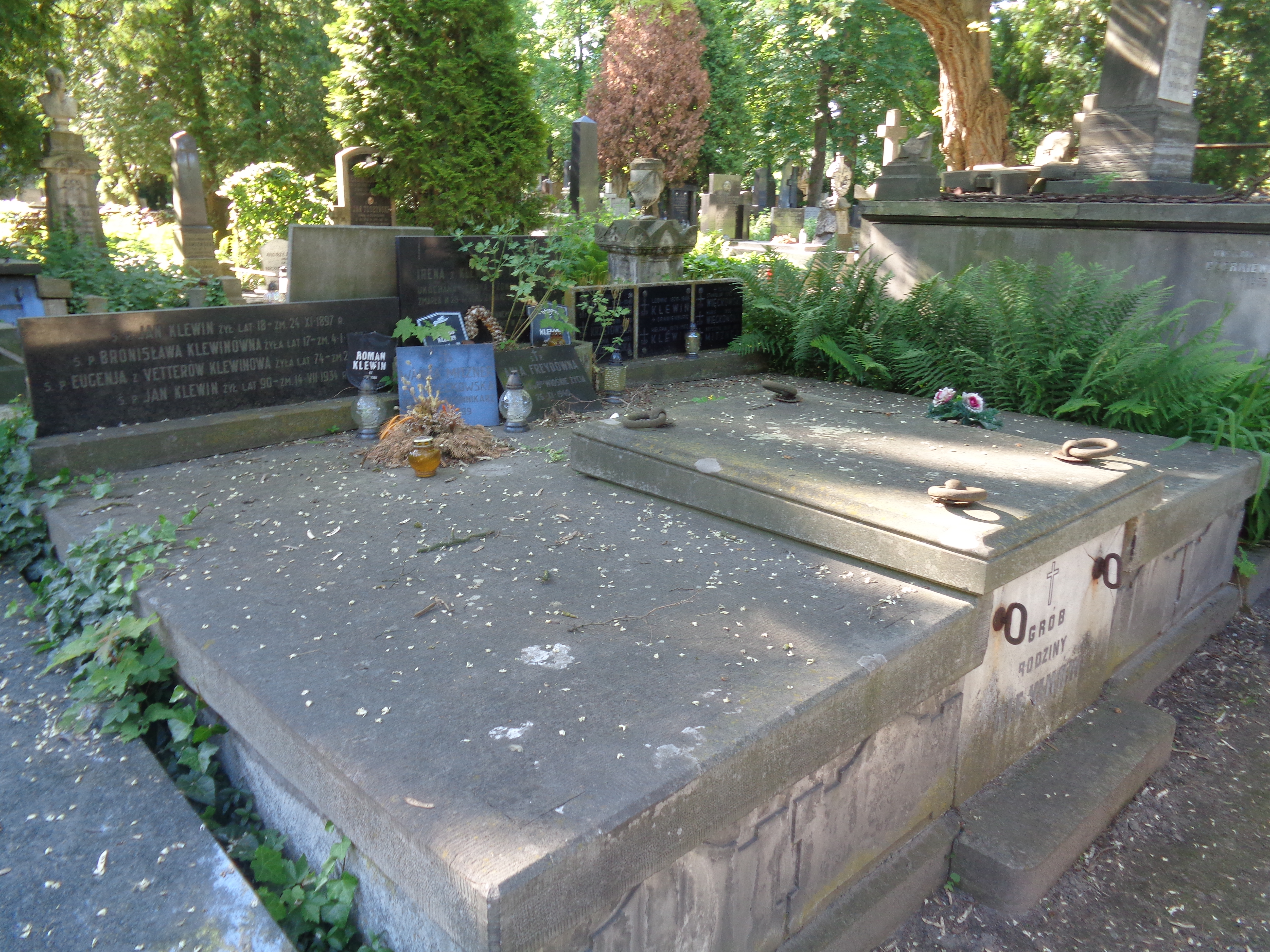
Nagrobek Romana Klewina na Cmentarzu Powązkowskim

Roman Klewin (ur. 1917, zm. 5 października 2004 w Warszawie) – twórca teatru eksperymentalnego, artysta, tłumacz.
Studiował anglistykę w Warszawie. Tłumaczył m.in. Williama Blake’a i wiersze Edgara Allana Poego. Przez lata był przyjacielem Mirona Białoszewskiego. Razem tworzyli tzw. filmiki, które można zobaczyć w filmie Parę osób, mały czas w reż. Andrzeja Barańskiego. Pochowany na warszawskich Powązkach (kwatera 31 wprost-5-25).